# Kemphyra corallina
Kemphyra corallina är en kräftdjursart som först beskrevs av Alphonse Milne-Edwards 1883.  Kemphyra corallina ingår i släktet Kemphyra och familjen Oplophoridae. Inga underarter finns listade i Catalogue of Life.